# Col de Pierre Pertuis
Il Col de Pierre Pertuis è un passo di montagna del catena del Giura, nel Canton Berna, Svizzera. Collega la località di Sonceboz-Sombeval (nella Valle di St-Imier) con Tavannes (nella valle chiamata Orval). Scollina ad un'altitudine di 827 m s.l.m. e crea l'unione tra il Montoz e le Montagne di Droit.
È un passo naturale (Petra pertusa in latino) utilizzato in epoca romana dalla strada che univa Aventicum con Augusta Raurica. Un'iscrizione posta da Dunius Marcus Paternus, incisa nella roccia nella parte nord del Pierre Pertuis, attesta che questa apertura naturale fu ampliata nel III secolo. Il passo fu utilizzato fino agli inizi del XX secolo. Durante la mobilitazione dell'esercito svizzero dal 1914 a 1918, le truppe di ingegneri costruirono, al di sopra del tunnel storico, una strada più accessibile ai veicoli a motore. Nell'anno 1932, è stata inaugurata una nuova strada, lunga 4 km. Nel novembre del 1997 sono entrati in servizio due tunnel di 2100 metri di lunghezza, nell'Autostrada A 16. 

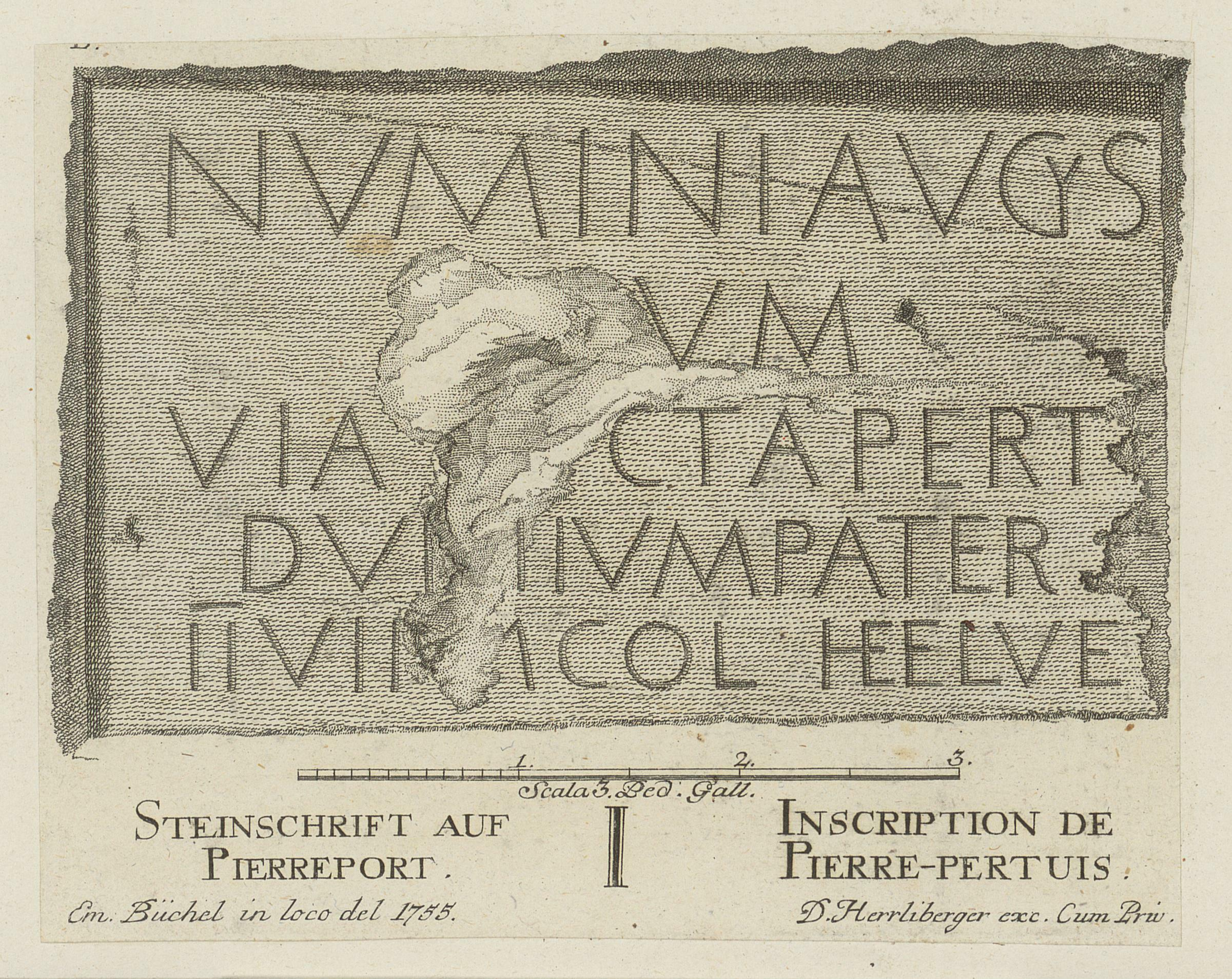
Disegno dell'iscrizione posta sul lato Nord del Passo (Biblioteca Centrale di Zurigo)

L'iscrizione latina è la seguente (CIL 13, 5166):
NVMINI(BVS) AVGVST[O]RVM
VIA [D]VCTA PER M(ARCVM)
DVNIVM PATERNVM
IIVIR[V]M COL(ONIAE) HELVET(IORVM).
che può essere tradotta come: 
In onore degli Imperatori
Questa strada è stata tracciata da Marco Dunio Paterno

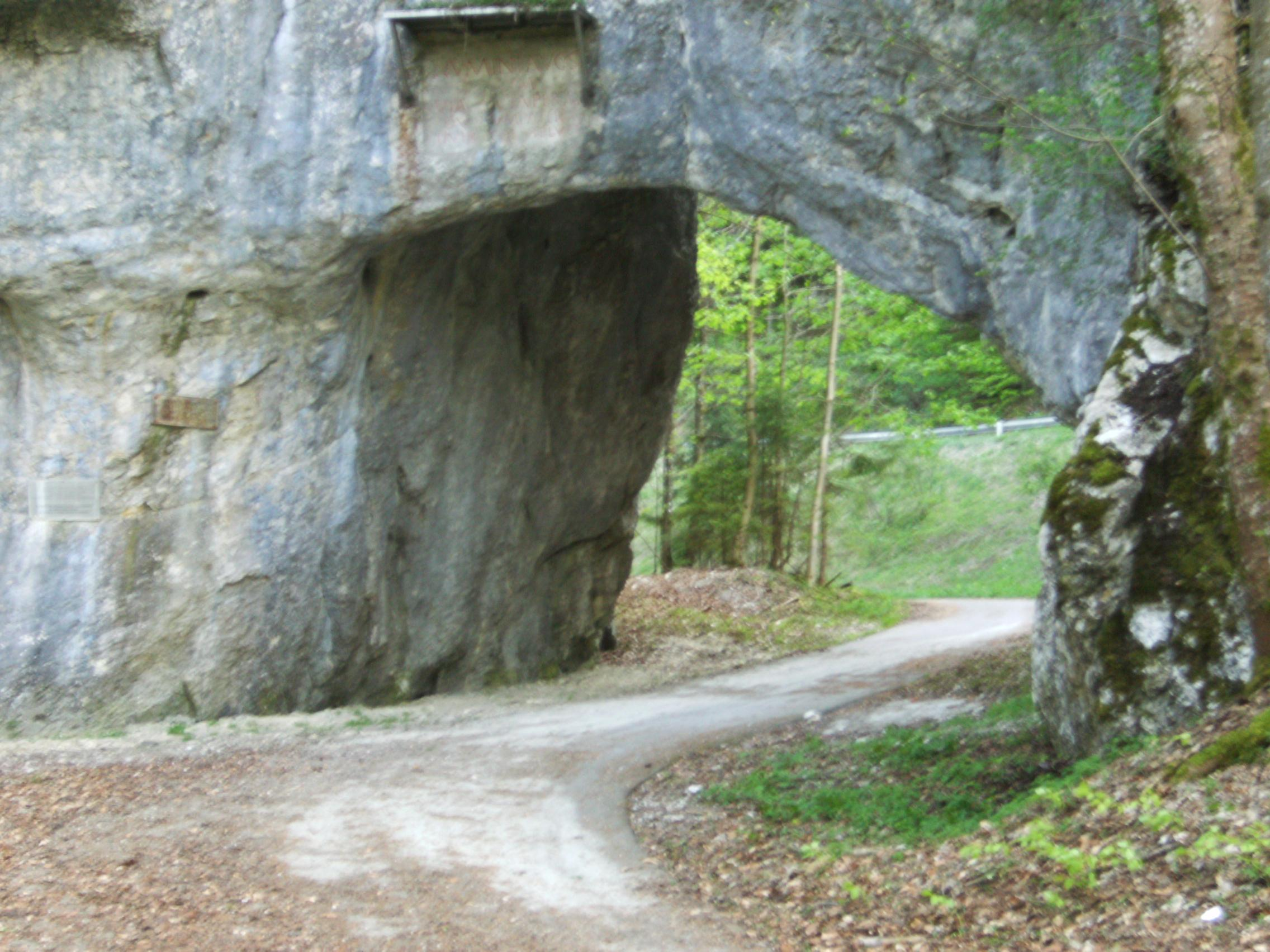
Pierre Pertuis, l'antica via romana e l'iscrizione di M. Dunius Paternus

duoviro della colonia degli Elvezi